# Etsuko Toganoo
Etsuko Toganoo –en japonés, 栂野尾悦子, Toganoo Etsuko– es una deportista japonesa que compitió en bádminton. Ganó una medalla de oro en el Campeonato Mundial de Bádminton de 1977, en la prueba de dobles.

## Palmarés internacional
| Campeonato Mundial | Campeonato Mundial | Campeonato Mundial | Campeonato Mundial |
| Año                | Lugar              | Medalla            | Prueba             |
| ------------------ | ------------------ | ------------------ | ------------------ |
| 1977               | Malmö (Suecia)     | Medalla de oro     | Dobles             |